# Aloys Röhr

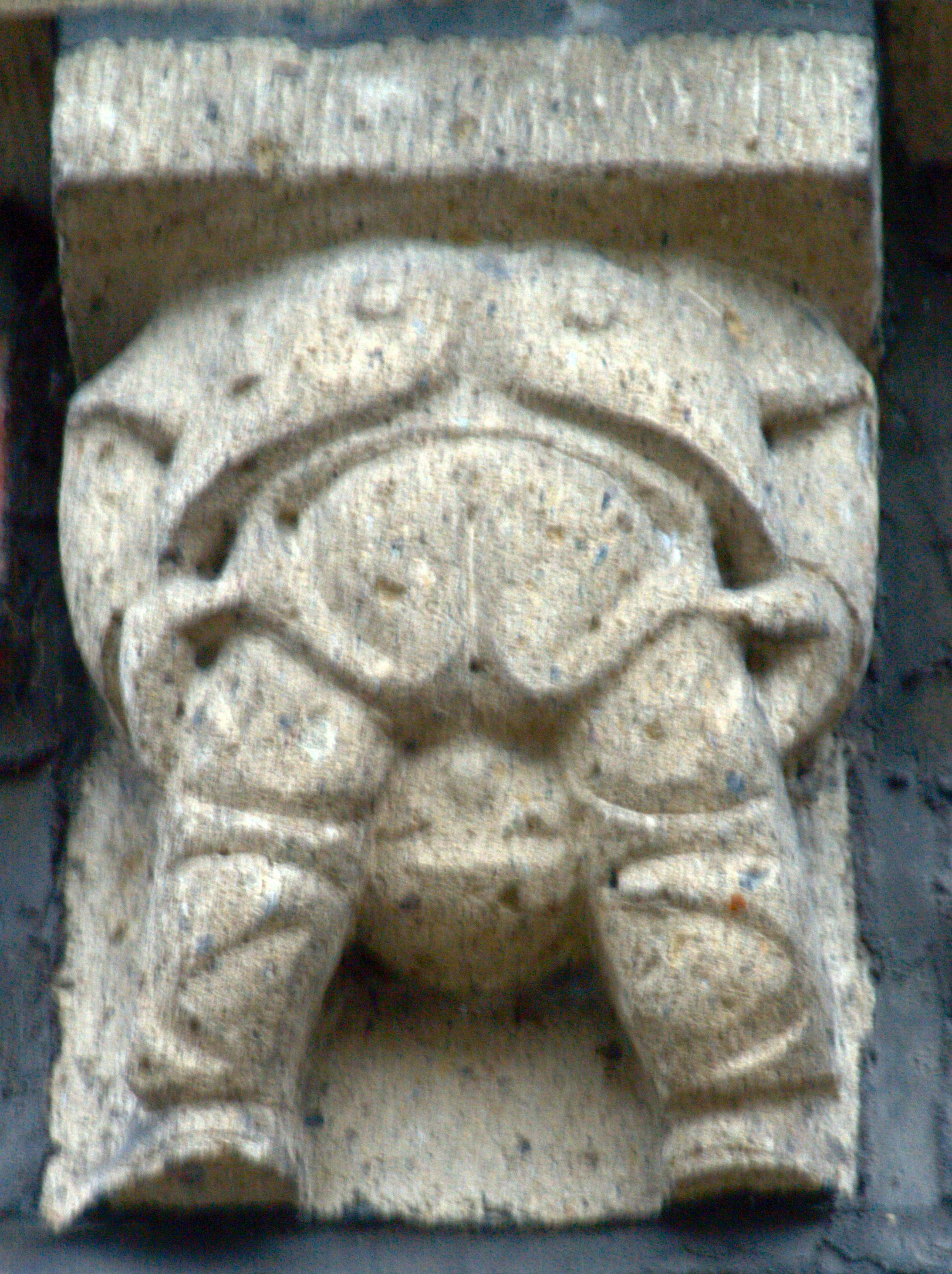
Figur Arsch gezeigt von Röhr am Turm der Gaststätte „Kruse Baimken“ am Aasee in Münster

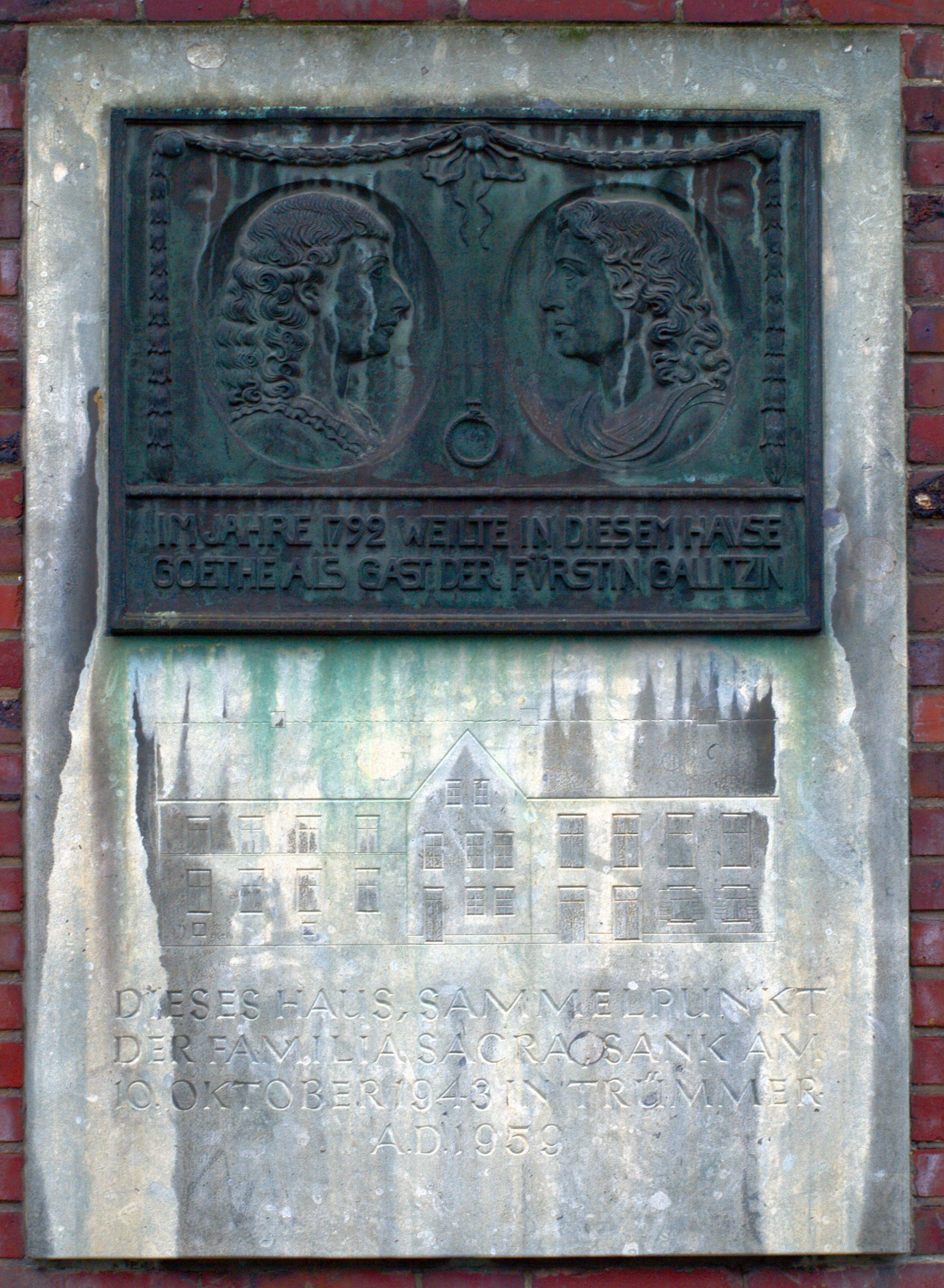
Gedenkplakette von Röhr zum Treffen A. von Gallitzins mit J.W. Goethe am Annette-von-Droste-Hülshoff-Gymnasium in Münster

Aloys Röhr (* 18. Dezember 1887 in Münster; † 1. März 1953 in Albersloh) war ein Bildhauer des deutschen Nachkriegsexpressionismus. Da er sich seine Werke meist in Naturalien und Sachwerten bezahlen ließ, verdiente er seinen Lebensunterhalt mit der Arbeit in einer Gipsgießerei.

## Leben
Aloys Röhr wurde als erstes von sechs Kindern des Fotografen Carl Albert Röhr und seiner Frau Gertrud Johanna Röhr in Münster geboren. Sein schulischer Werdegang ist unbekannt.
Von 1904 bis 1907 machte er eine Ausbildung zum Bildhauer bei Anton Rüller in Münster. In dieser Zeit fertigte er Nachbildungen gotischer Bildhauer- und Tonarbeiten für den münsterischen Kunsthändler Max Heimann. Durch diese Tätigkeit wurde er 1911 in einen Prozess um den Kunsthändler Max Heimann wegen Kunstfälschung verwickelt, den er jedoch unbeschadet überstand.
Die Ableistung des freiwilligen einjährigen Militärdienstes ermöglichte Röhr das Studium an einer Kunstakademie, das er in den Jahren 1909 bis 1910 bei Erwin Kurz an der Akademie der Bildenden Künste München absolvierte. Seine – von ihm so genannten – Lehr- und Wanderjahre führten ihn zwischen 1910 und 1914 über Berlin, Köln und Düsseldorf zurück nach Münster.
Im Ersten Weltkrieg diente Röhr an den Fronten in den Vogesen und Mazedonien, anschließend wurde er als Mitglied der vorläufigen Reichswehr 1918/19 im Grenzschutz Ost in Schlesien eingesetzt, von wo er 1919 nach Münster zurückkehrte. Er verschickte aus dem Krieg zahlreiche selbstgestaltete Postkarten, darunter vorwiegend Tusche- und Bleistiftzeichnungen.
1919/1920 war er – gemeinsam mit Albert Mazzotti, Friedrich Liel, Bernhard Bröker, Ernst Hermanns und Bernhard Peppinghege – Mitbegründer der münsterischen freien Künstlergemeinschaft „Schanze“ und arbeitete gelegentlich als Holzschnitzer in der Kunsttischlerei von Max Fischer. 1929 wurde die christliche „münsterische St. Lukasgemeinschaft“ gegründet, deren Mitglied er ebenfalls wurde.
Ab 1921 war er in der Gipsformerei Peter Mazzotti in Münster beschäftigt, dieser Firma blieb er auch unter dessen Nachfolger Albert Mazzotti bis 1944 treu. In dieser Zeit führte er zahlreiche Auftragsarbeiten nach Mazzottis und eigenen Entwürfen aus. Im selben Jahr bezog er ein Zimmer in der Ostmarkstraße, das ihm bis zur Zerstörung bei einem Bombenangriff 1944 auch als Atelier diente.
Von 1924 bis 1926 fertigte er die Figuren der Sieben Faulen und einige Reliefs der Innenausstattung im Haus der Sieben Faulen und dem Haus St. Petrus in der Böttcherstraße in Bremen im Auftrag des Kaufmanns und Mäzens Ludwig Roselius aus.
1928 erhielt er erste Aufträge für Bildwerke und Reliefs in Kirchen und Kapellen. Er unternahm 1935 und 1938 Studienreisen nach Griechenland, Italien und Nordafrika. Nach der Zerstörung seines Zimmers 1944 zog er um in die Schreinerei Bernhard Rose in Albersloh.
Zum 1. Januar 1945 wurde der 57-Jährige in die Reichswehr als technischer Zeichner eingezogen und in Xanten stationiert. Noch vor Kriegsende konnte er nach Münster zurückkehren und sich mit anderen münsterischen Künstlern an einer Ausstellung in der Galerie Clasing beteiligen.
Nach dem Zweiten Weltkrieg lebte Röhr – nach einer Zwischenstation in der Schreinerei Anton Holle – auf dem Hof Rüschoff bei Verwandten in Albersloh. Er lebte sehr zurückgezogen und führte verschiedene Aufträge beim Wiederaufbau des Domes und des Rathauses in Münster aus, so die Giebelfiguren auf dem Rathaus in Münster und diverse Säulen, Kapitelle und Reliefs an den Geschäftshäusern des Prinzipalmarktes und der Salzstraße.
Am 1. März 1953 verstarb Aloys Röhr an den Folgen eines Krebsleidens in Albersloh.

## Werk

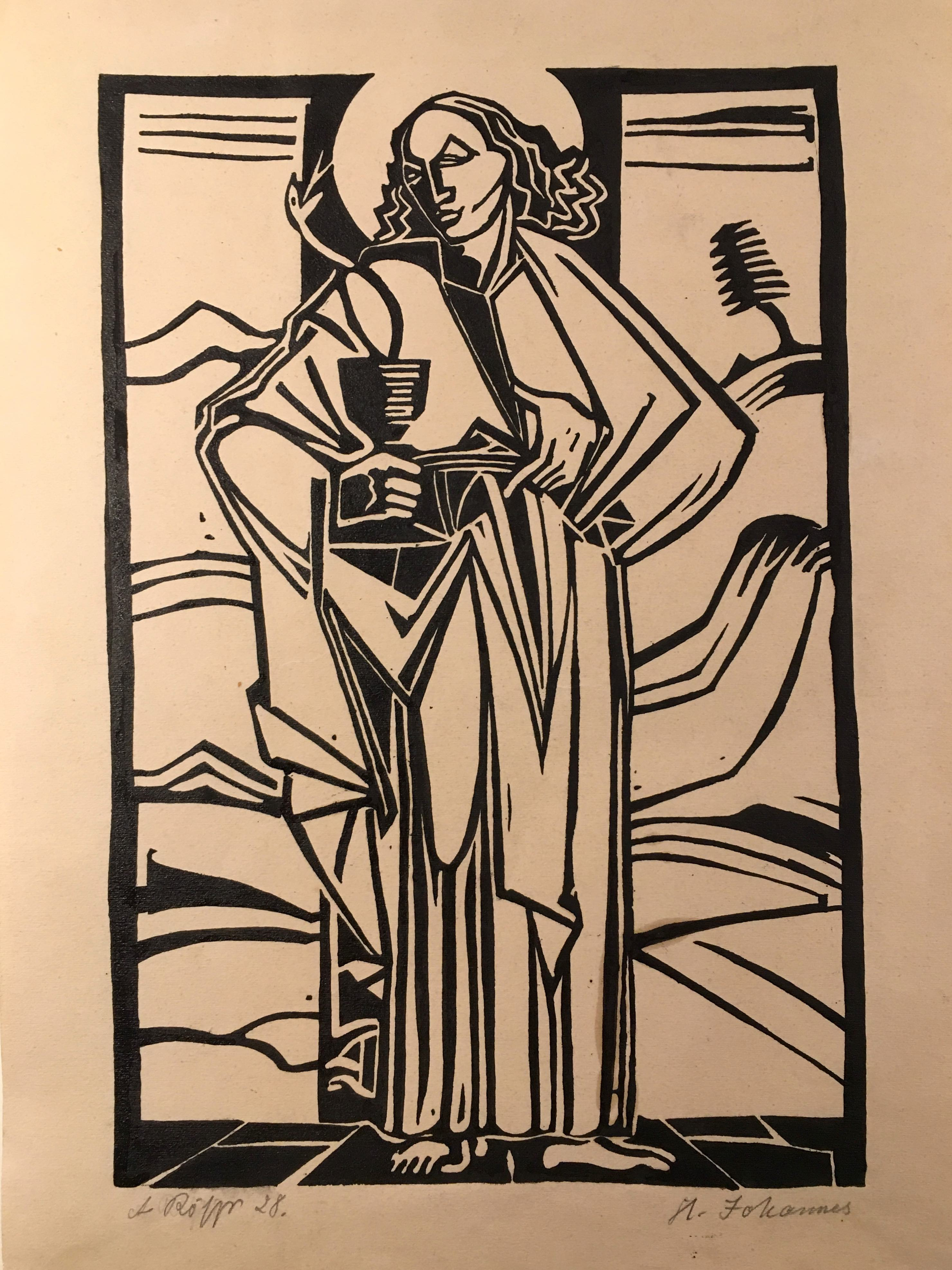
Holzschnitt Heiliger Johannes von Röhr (1928)

Der anfangs noch dem Jugendstil verhaftete Röhr wandte sich ab 1919 dem Expressionismus zu, um ab Mitte der 1920er Jahre eine Hinwendung zur Neuen Sachlichkeit zu vollziehen. Seine zahlreichen Holzschnitte, Grafiken und Skulpturen zeigen religiöse Darstellungen, Tierdarstellungen, weibliche Akte und tropische Landschaften. Bernd Thier vom Stadtmuseum Münster urteilt über Röhr: „Seine Arbeiten sind von hoher Qualität, er gilt als einer der besten Holzschnitzer seiner Zeit“.
- Jahrbuch „Der Sternring“ der Freien Künstlergemeinschaft Schanze mit zwölf Holzschnitten
- Grafikmappe mit sechs Holzschnitten
- Modelle für Messinggussarbeiten
- Kreuzwege für die Konrad-Kirche in Münster, die Nikolaus-Kirche in Münster-Wolbeck und für eine Kapelle auf dem Freudenberg bei Kleve
- Frauenkopf von 1921
- 46 Reliefplastiken für die Kapelle des  Studentenheims am Breul 23 in Münster

Im Jahr 2017 wurde das Holzrelief Engel mit Posaune aus dem Jahr 1928, das eine Szene aus dem Jüngsten Gericht zeigt, ursprünglich in der Kapelle des Studentenwohnheims am Breul zu sehen war und von der angenommen wurde, es sei bei einem Bombenangriff verloren gegangen, nach einer Haushaltsauflösung in einem örtlichen Second-Hand-Shop wiederentdeckt und dem Stadtmuseum übergeben.

## Ausstellungen
- Einzelausstellung „Kleiner Raum Clasing“, Münster 1935
- Gruppenausstellung in der „Galerie Heinrich Clasing“, Münster 1945
- Beteiligung an der ersten Ausstellung der Vereinigung Münsterische Sezession
- Werkschau nach dem Krieg, Münster 1952
- Aloys Röhr – Bildhauer und Grafiker aus Münster. Stadtmuseum Münster, 12. Mai bis 20. September 2009.[3]
- Aloys Röhr – Feldpostkarten aus dem Ersten Weltkrieg. Stadtmuseum Münster, 15. September 2017 bis 7. Januar 2018.[4]